# بيني بارك
بيني بارك هي صحفية علمية ‏ كندية، ولدت في 26 يوليو 1953 في مونتريال في كندا، وتوفيت في 14 ديسمبر 2018.